# Гролсхајм
Гролсхајм (њем. Grolsheim) општина је у њемачкој савезној држави Рајна-Палатинат. Једно је од 66 општинских средишта округа Мајнц-Бинген. Према процјени из 2010. у општини је живјело 1.243 становника. Посједује регионалну шифру (AGS) 7339022.

## Географски и демографски подаци
Гролсхајм се налази у савезној држави Рајна-Палатинат у округу Мајнц-Бинген. Општина се налази на надморској висини од 99 метара. Површина општине износи 3,9 km². У самом мјесту је, према процјени из 2010. године, живјело 1.243 становника. Просјечна густина становништва износи 318 становника/km².